# Schuyler megye (New York)
Schuyler megye az Amerikai Egyesült Államokban, azon belül New York államban található. Megyeszékhelye Watkins Glen, legnagyobb városa Hector. Lakosainak száma 17 898 fő (2020. április 1.). Schuyler megye Seneca, Yates, Tompkins, Chemung és Steuben megyékkel határos.

## Népesség
A megye népességének változása:
| Lakosok száma | 18 300 | 18 484 | 18 518 | 18 460 | 18 186 | 17 898 |
|               | 2010   | 2011   | 2012   | 2013   | 2015   | 2020   |